# Răducu-George Filipescu
Răducu-George Filipescu (n. 13 martie 1956, Oltenița, Călărași, România) este un senator român, ales în 2016. 